# Iulian Nistor
Iulian Nistor (n. 28 iunie 1954) este un fost deputat român în legislatura 1992-1996, ales în județul Argeș pe listele partidului PDSR.